# Fiat 600

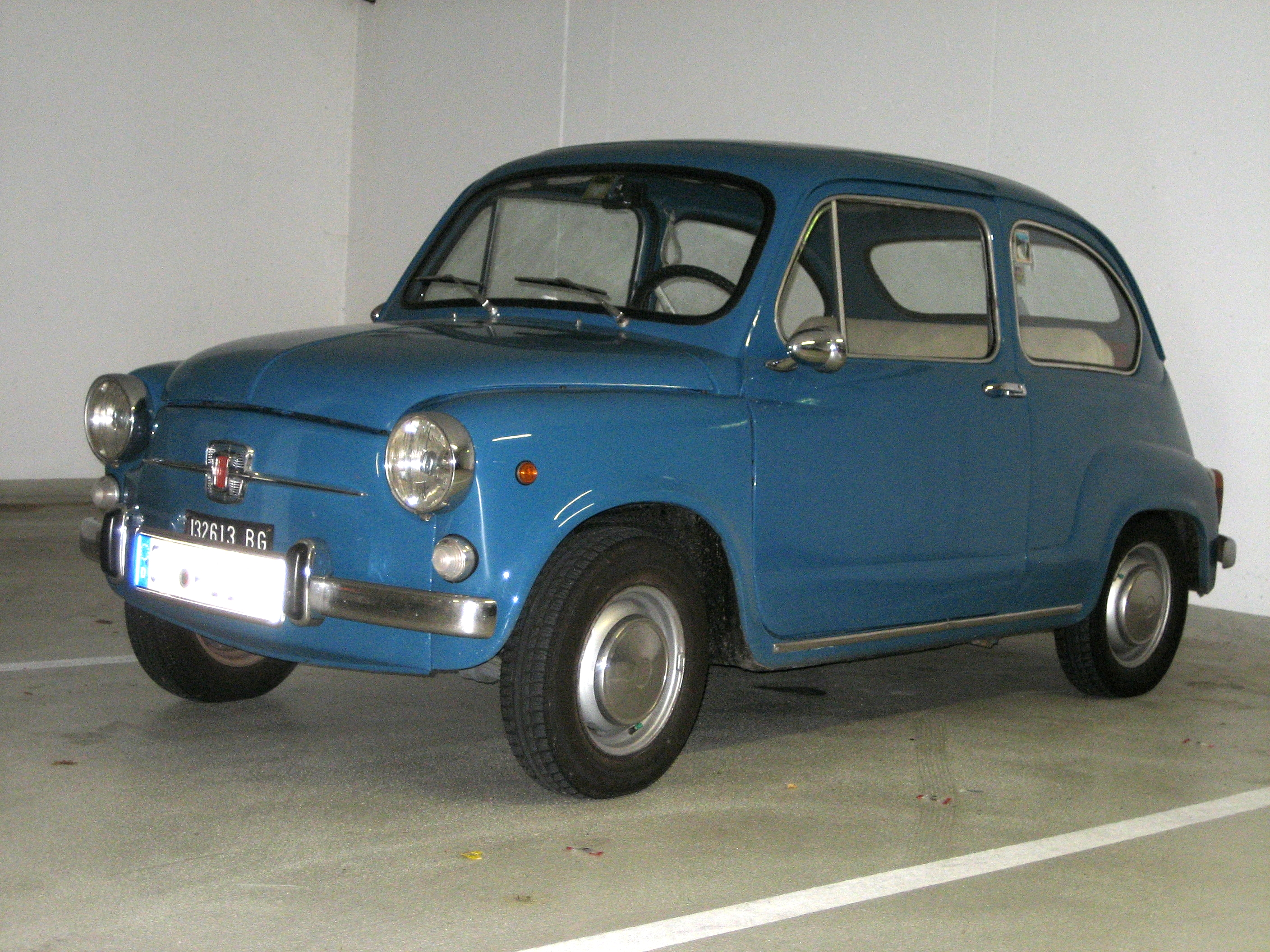
Een FIAT 600

De Fiat 600 is een miniklasseauto (stadsauto) die in de periode van 1955 t/m 1969 geproduceerd werd door het Italiaanse FIAT
en was als tweedeurs leverbaar. De auto werd in verschillende landen geproduceerd en ook onder licentie door andere merken gebouwd.

## Varianten
Vanaf 1956 kwam er een kleine vierdeurs MPV op de markt. Dit was de Fiat 600 Multipla. De Fiat 600T was een bestelbus gebaseerd op de Fiat 600. In 1958 werden een aantal exemplaren door Ghia omgebouwd tot strandauto met een open zijkant, rieten stoelen en een stoffen dak.
Het succes van de 600 leidde ertoe dat hij in Spanje als Seat 600 en in Joegoslavië als Zastava 750 werd gebouwd en in Duitsland als NSU-Fiat Jagst. In de jaren zestig waren er verscheidene wijzigingen waarbij de voor- en achterzijde werden aangepast, de voordeuren aan de voor- in plaats van de achterzijde scharnierden en de motor tot 770 cc werd vergroot.
Na de introductie van de Fiat 850 in 1964 raakte de 600 op de achtergrond, ingeklemd tussen de Fiat 500 en de 850, en daalde de verkoop. In Italië werd de productie in 1969 gestaakt, in Spanje werd de productie in 1973 stopgezet. De Zastava hield het veel langer vol, later met een tot 850 cc vergrote motor als Zastava 850. Pas in 1985 werd de productie van de Joegoslavische versie gestopt, het goedkoopste model in Joegoslavië was voortaan de Zastava Yugo.
In 1998 werd met de Fiat Seicento de traditionele naam van de Fiat 600 nieuw leven ingeblazen maar het was een ander, moderner ontwerp met voorwielaandrijving dat de Fiat Cinquecento verving.
In 2023 bracht FIAT een volledig nieuwe, elektrische Fiat 600 op de markt.
Huidige modellen: 
124 Spider ·
500 ·
500e ·
500L ·
500X ·
600 ·
Aegea ·
Argo ·
Cronos · 
Doblò · 
Ducato ·
Fiorino ·
Fullback ·
Linea ·
Palio · 
Panda · 
Punto · 
Qubo ·
Scudo · 
Siena ·
Strada ·
Tipo · 
Ulysse
Historische modellen na de Tweede Wereldoorlog: 
124 · 
125 · 
126 · 
127 · 
128 · 
130 · 
131 · 
132 · 
133 · 
147 · 
148 · 
242 ·
500 ·
600 · 
600 Multipla · 
850 · 
1100 · 
1200 · 
1300/1500 · 
1400/1900 · 
1800/2100 · 
2300 · 
Albea ·
Argenta · 
Barchetta · 
Bianchina ·
Bravo · 
Brío · 
Campagnola · 
Cinquecento · 
Coupé · 
Croma · 
Dino · 
Duna · 
Elba ·
Fiorino ·
Freemont ·
Grande Punto ·
Idea ·
Marea · 
Marengo · 
Mod 5 · 
Multipla · 
Oggi · 
Panorama · 
Penny · 
Prêmio · 
Regata · 
Ritmo · 
Sedici ·
Seicento · 
Spazio · 
Stilo ·
Talento · 
Tempra · 
Tipo · 
Turbina · 
Uno · 
Vivace · 
X1/9
Historische modellen voor de Tweede Wereldoorlog: 
1 · 
1T · 
10 HP · 
12 HP · 
24 HP · 
2B Torpedo · 
4 HP · 
501 · 
502 · 
503 · 
505/507 · 
508 · 
509 · 
510/512 · 
514 · 
515 · 
518 · 
519 · 
520 · 
521 · 
522 · 
524 · 
525 · 
527 · 
60 HP · 
70 · 
801 · 
1100 · 
1500 · 
2800 · 
Brevetti · 
Laundolet · 
Modello O · 
Tipo 2 · 
Tipo Torpedo · 
Topolino · 
Zero